# Pierce Brodkorb
Pierce Brodkorb (Chicago, 29 september 1908 – Gainesville, Florida, 19 juli 1992), ook wel William Pierce Brodkorb, was een Amerikaans ornitholoog en paleontoloog.

## Carrière
Brodkorb was al vanaf zijn jeugd geïnteresseerd in vogels, en leerde als zestienjarige hoe hij dode vogels moest prepareren. Later had hij de mogelijkheid om 's zomers als preparateur te komen werken in dienst van de ornithologische afdeling van het Field Museum of Natural History. Hij studeerde aan de Universiteit van Illinois, waar hij in 1930 zijn Bachelor of Arts (BA) in de zoölogie haalde. In de twee volgende jaren verzamelde hij vogels in Idaho voor het Cleveland Museum of Natural History. In 1933 kwam hij aan de Universiteit van Michigan, waar hij in 1936 zijn doctorsgraad (PhD) verwierf. Vervolgens was hij tot 1946 assistent-conservator van vogels aan het Museum of Zoology in Michigan. In deze periode publiceerde hij vooral over de recente (niet uitgestorven) vogels. Van 1943 tot het eind van de Tweede Wereldoorlog werd dat werk onderbroken toen hij dienst nam bij de Army Air Force. Zijn promotor en later chef aan de Universiteit van Michigan was Josselyn Van Tyne, met wie hij in de loop der jaren in onmin raakte. In 1946 aanvaardde hij een leerstoel bij de afdeling zoölogie aan de Universiteit van Florida in Gainesville, aanvankelijk als assistent-hoogleraar, vanaf 1955 als hoogleraar, een positie die hij tot zijn pensionering in 1989 hield. Van 1963 tot 1972 was hij redacteur van het Quarterly Journal van de Florida Academy of Sciences. In 1982 werd hij benoemd tot erelid van de Florida Ornithological Society.

## Werk
Tot 1950 bestond Brodkorbs werk uit onderzoek naar soorten en vooral ondersoorten van moderne vogels. Zijn laatste publicatie daarover was een revisie van de ondersoorten van de Gray Kingbird (Tyrannus dominicensis), een schreeuwvogel.
Vanaf de jaren 1950 bouwde Brodkorb een grote verzameling op van vogelfossielen uit het mioceen, plioceen en pleistoceen van Florida, en een vergelijkingscollectie van moderne vogels. De collectie telde uiteindelijk zo'n 12.500 skeletten uit 129 families, en duizenden fossiele resten, en is nu te raadplegen in het Florida Museum of Natural History, onderdeel van de Universiteit van Florida. In 1952 verscheen zijn eerste artikel over fossiele vogels. Van 1963 tot 1978 publiceerde hij het invloedrijke werk de Catalogue of Fossil Birds, in vijf delen.
Hij was internationaal vermaard om zijn rigide manier van vasthouden aan de regel van prioriteit in de nomenclatuur, waarbij het hem vooral ging om de eenvoud en de logica van de toepassing van dit meest fundamentele principe van de wetenschappelijke naamgeving.
Brodkorb beschreef en benoemde verschillende prehistorische vogelgeslachten, waaronder Alexornis en Titanis. Verschillende taxa werden naar hem vernoemd. Daaronder:
- Paraptenodytes brodkorbi (een uitgestorven pinguïn)
- Aegolius acadicus brodkorbi (zaaguil)
- Empidonax fulvifrons brodkorbi (een schreeuwvogel)
- Henocitta brodkorbi (een uitgestorven kraai)

## Familieleven
Van 1931 tot 1976 was hij getrouwd met Edna Carleton, die hij had ontmoet in Montpelier, Idaho. Het huwelijk eindigde in een scheiding. Ze hadden een dochter, Judith Anne, geboren in 1940.